# Górnośląski Obszar Metropolitalny

Mapa górnośląskiego obszaru metropolitalnego zgodnie z delimitacjami E. Zuzańskiej-Żyśko (2012) i P. Śleszyńskiego (2013).

Górnośląski Obszar Metropolitalny (GOM) – obszar metropolitalny obejmujący tereny powiązane funkcjonalnie z Katowicami i konurbacją górnośląską. Położony na terenach należących historycznie do Górnego Śląska, Zagłębia Krakowskiego i Zagłębia Dąbrowskiego.
W zależności od koncepcji i przyjętych kryteriów delimitacji liczba ludności zamieszkującej obszar wynosi od 2,5 mln do 3,0 mln osób.

## Delimitacja obszaru metropolitalnego

### Według Eurostatu
Według programu ESPON obszar metropolitalny konurbacji górnośląskiej jest Europejskim Metropolitalnym Obszarem Wzrostu tzw. MEGA (ang. Metropolitan European Growth Areas). Obszar ten został scharakteryzowany jako słabo wykształcona metropolia (ang. weak MEGA).
Według programu ESPON obszar funkcjonalny Katowic i sąsiednich miast tj. obszar metropolitalny konurbacji górnośląskiej (FUA, ang. Functional Urban Area) w 2002 r. zamieszkiwało 3029 tys. osób. W jego obszar oprócz konurbacji górnośląskiej włączono jednostki morfologiczne (MUA) miast: Zawiercie (55), Olkusz (52), Chrzanów (51), Oświęcim (43), Knurów (42), Łaziska Górne (23), Pyskowice (21).
Według programu ESPON obszar metropolitalny konurbacji górnośląskiej wchodzi on w skład większego, transgranicznego śląsko-morawskiego policentrycznego obszaru metropolitalnego (znanego również jako region katowicko-ostrawski lub aglomeracja katowicko-ostrawska), którego część znajdującą się w granicach Polski zamieszkiwało w 2002 r. 4311 tys. osób. Wyznaczając go włączono także obszary aglomeracji bielskiej, rybnicko-jastrzębskiej, raciborskiej i ostrawskiej, tj. jednostki morfologiczne (MUA) takich polskich miast jak: Bielsko-Biała, Rybnik, Jastrzębie-Zdrój, Żory, Racibórz, Cieszyn.
Według poprzednich publikacji Eurostatu, przed wprowadzeniem obowiązującej od 2011 roku definicji obszaru metropolitalnego, zdefiniowano wspólny obszar metropolitalny (szerszą strefę miejską – ang. Larger Urban Zone) aglomeracji górnośląskiej i rybnicko-jastrzębskiej pod nazwą LUZ Katowice & Żory, o powierzchni 2651 km². W 2004 obszar ten zamieszkiwało 2 710 397 mieszkańców, natomiast w 2001 – 2 750 942 mieszkańców. Tę definicję przyjął też T. Markowski.

### Według Koncepcji Przestrzennego Zagospodarowania Kraju 2030
W przyjętej „Koncepcji Przestrzennego Zagospodarowania Kraju 2030” z 2011 r. aglomeracja górnośląska z głównym miastem Katowicami jest przedstawiana jako 1 z 10 ośrodków metropolitalnych w Polsce. W koncepcji zwrócono uwagę, że aglomeracja ma słabo rozwinięte funkcje metropolitalne w porównaniu z ośrodkami o podobnej wielkości z Europy Zachodniej, w związku z tym aglomerację ujęto jako ośrodek metropolitalny (wymóg ustawowy) na podstawie kryteriów odnoszących się głównie do funkcji w systemie osadniczym kraju. Granice obszarów metropolitalnych nie zostały jeszcze wytyczone przez właściwe zespoły rządowo-samorządowe.

### Według P. Swianiewicza i U. Klimskiej
W 2005 Paweł Swianiewicz oraz Urszula Klimska wyznaczyli obszar metropolitalny konurbacji górnośląskiej obejmującej: Katowice, Gliwice i Sosnowiec oraz okoliczne miasta i gminy. Obszar ten w 2002 r. zamieszkiwało 2733 tys. osób. Wyznaczono wtedy także sąsiednie obszary metropolitalne: aglomeracji bielskiej i aglomeracji rybnicko-jastrzębskej, które przylegały do obszaru metropolitalnego konurbacji górnośląskiej.

### Według Unii Metropolii Polskich
Według fundacji Unii Metropolii Polskich w 2004 r. obszar metropolitalny konurbacji górnośląskiej obejmował 5578 km², który zamieszkiwało 2886,7 tys. osób. Dane te przyjęli w swojej publikacji Kazimierz i Jacek Fiedorowiczowie.

## Górnośląsko-Zagłębiowska Metropolia

Obszar Górnośląsko-Zagłębiowskiej Metropolii na mapie województwa śląskiego

W konsekwencji przeprowadzonych przez 41 miast i gmin Górnego Śląska i Zagłębia Dąbrowskiego konsultacji społecznych 29 maja 2017 wniosek o powołanie związku metropolitalnego na terenie obszaru metropolitalnego konurbacji górnośląskiej został jednogłośnie przyjęty i złożony za pośrednictwem śląskiego wojewody do Ministra Spraw Wewnętrznych, by na jego podstawie wydał rozporządzenie o utworzeniu z dniem 1 lipca 2017 Górnośląsko-Zagłębiowskiej Metropolii.
W 2017 na mocy ustawy została utworzona Górnośląsko-Zagłębiowska Metropolia, grupująca 41 gmin o łącznej powierzchni 2553 km² i liczbie ludności wynoszącej 2 279 560 mieszkańców.
Górnośląsko-Zagłębiowska Metropolia nie obejmuje Jaworzna, które choć jest częścią konurbacji, samo zrezygnowało z wejścia w skład Metropolii.